# ダラーラ・GP3/10
ダラーラ・GP3/10（Dallara GP3/10）は、イタリアのレーシングカーコンストラクター、ダラーラが製作したフォーミュラカーである。2010年から2012年までGP3シリーズで使用された。2010年にエステバン・グティエレス、2011年にバルテリ・ボッタス、2012年にミッチ・エバンスがドライバーズタイトルを獲得し、ARTグランプリがチームタイトルを獲得した。また、9人のドライバーがGP2シリーズへ昇格し、2013年のF1世界選手権で、グティエレスがザウバー、ボッタスがウィリアムズからF1デビューを果たしている。
各チームは3台のGP3/10を走らせることが認められ、合計10チーム30台のマシンがグリッドに並んだため、モータースポーツの中でも最大級のグリッド構成となり、レースの不安定さを増し、2013年にはシャシーがGP3/13に引き継がれたため、コース上のマシン台数は27台に制限された。

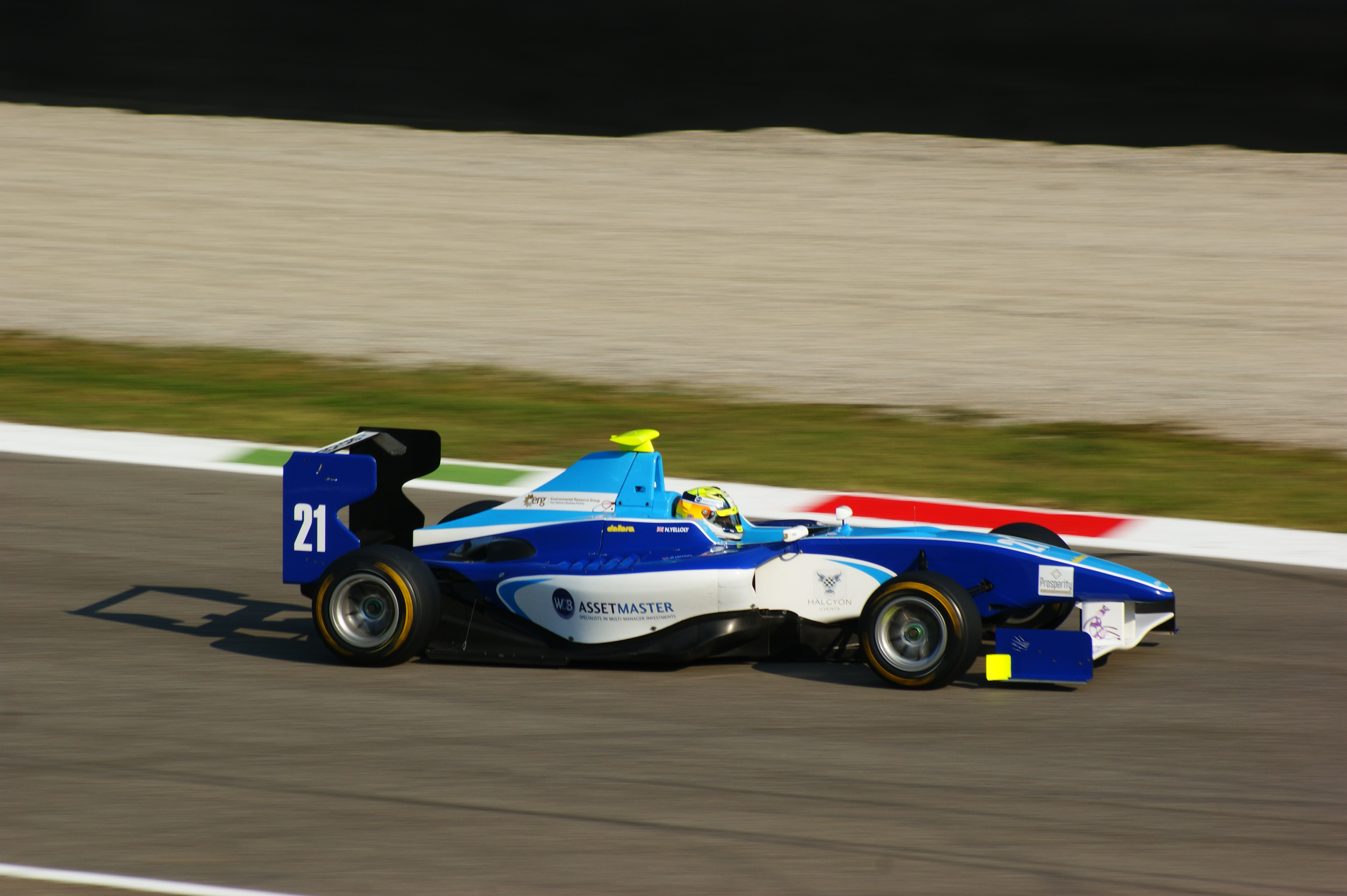
ニック・イェロリーが駆るGP3/10（2011年モンツァにて）
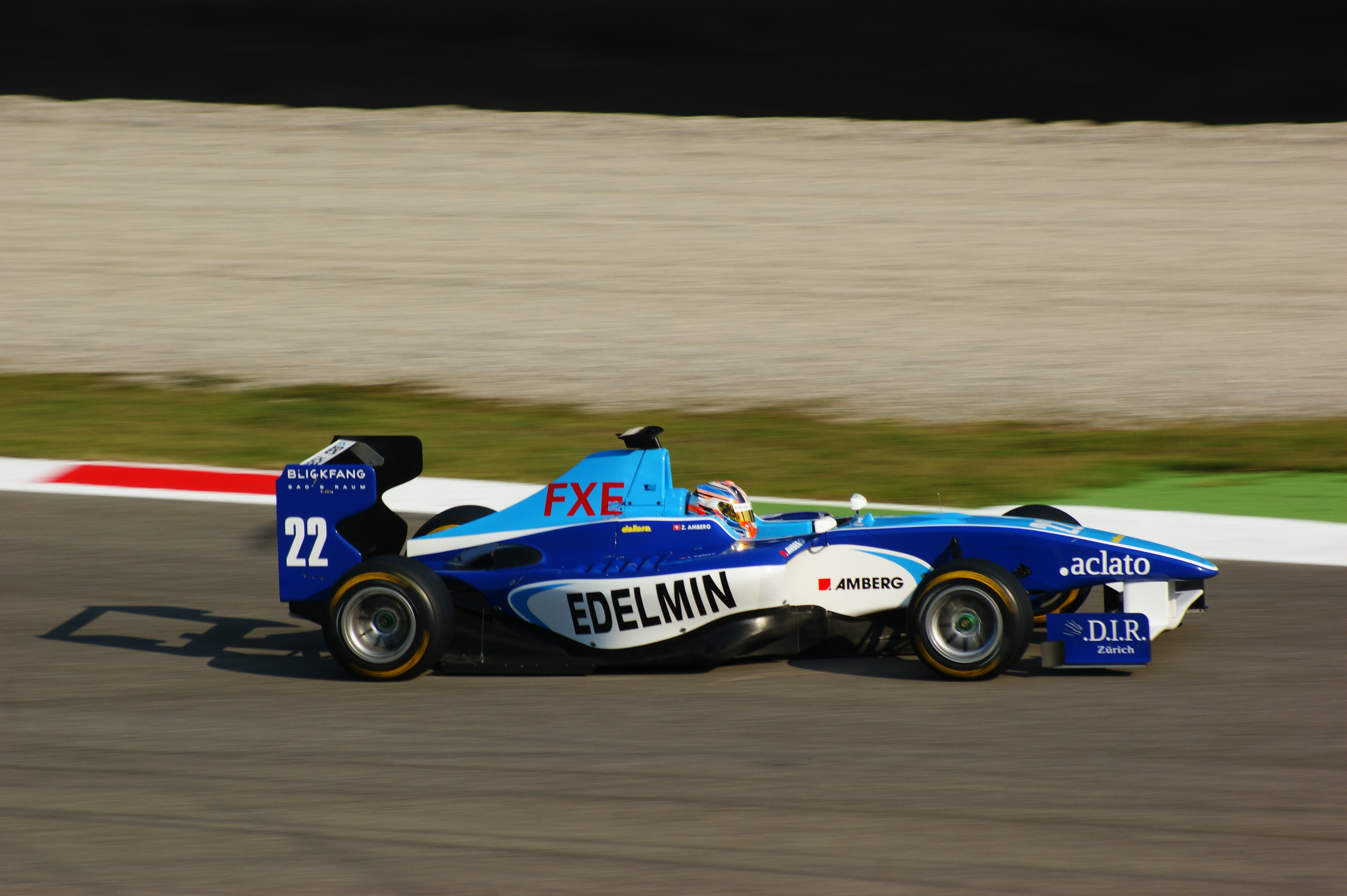
ツォエル・アンベルク（英語版）が駆るGP3/10（2011年モンツァにて）
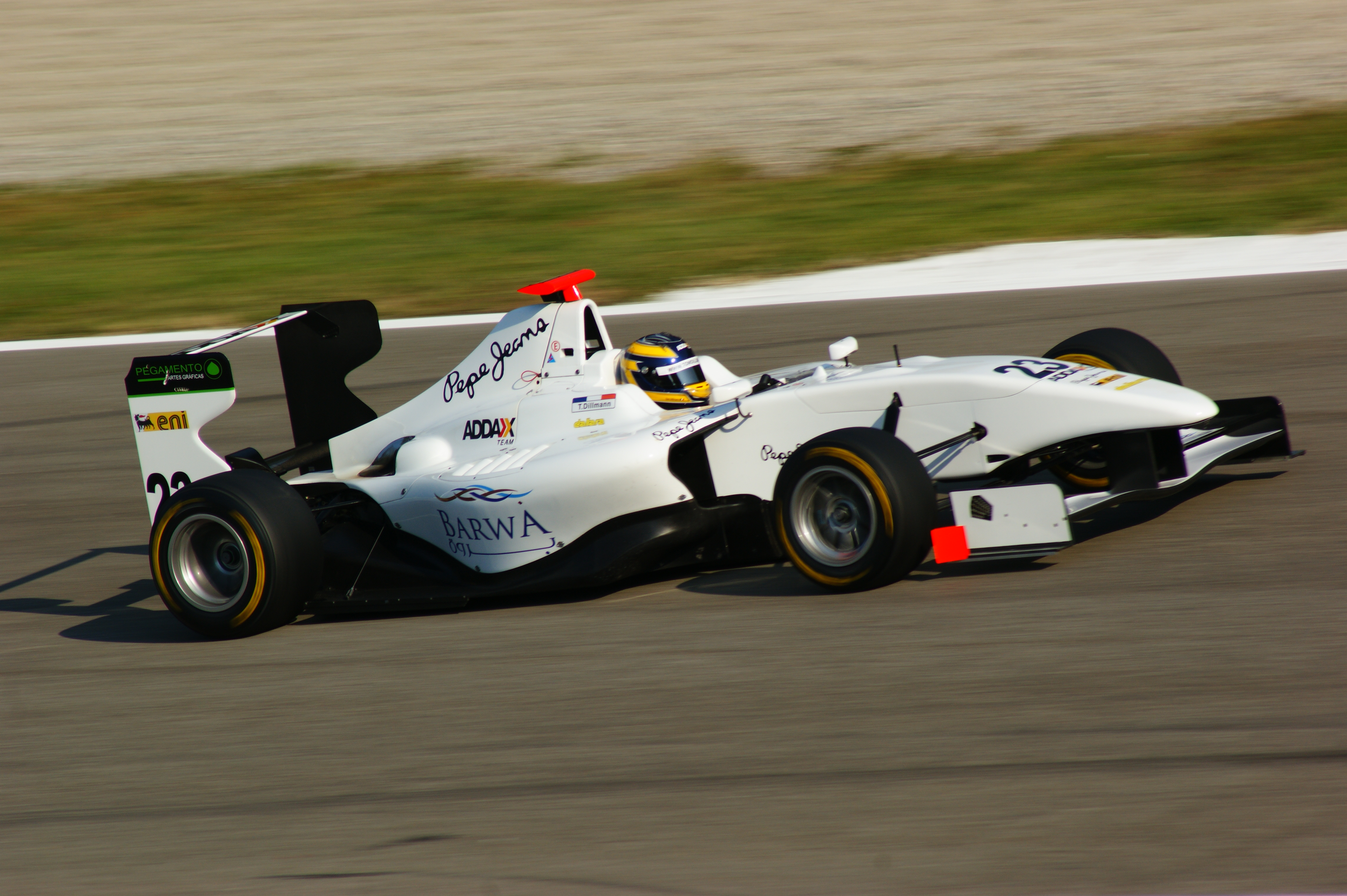
トム・ディルマンが駆るGP3/10（2011年モンツァにて）
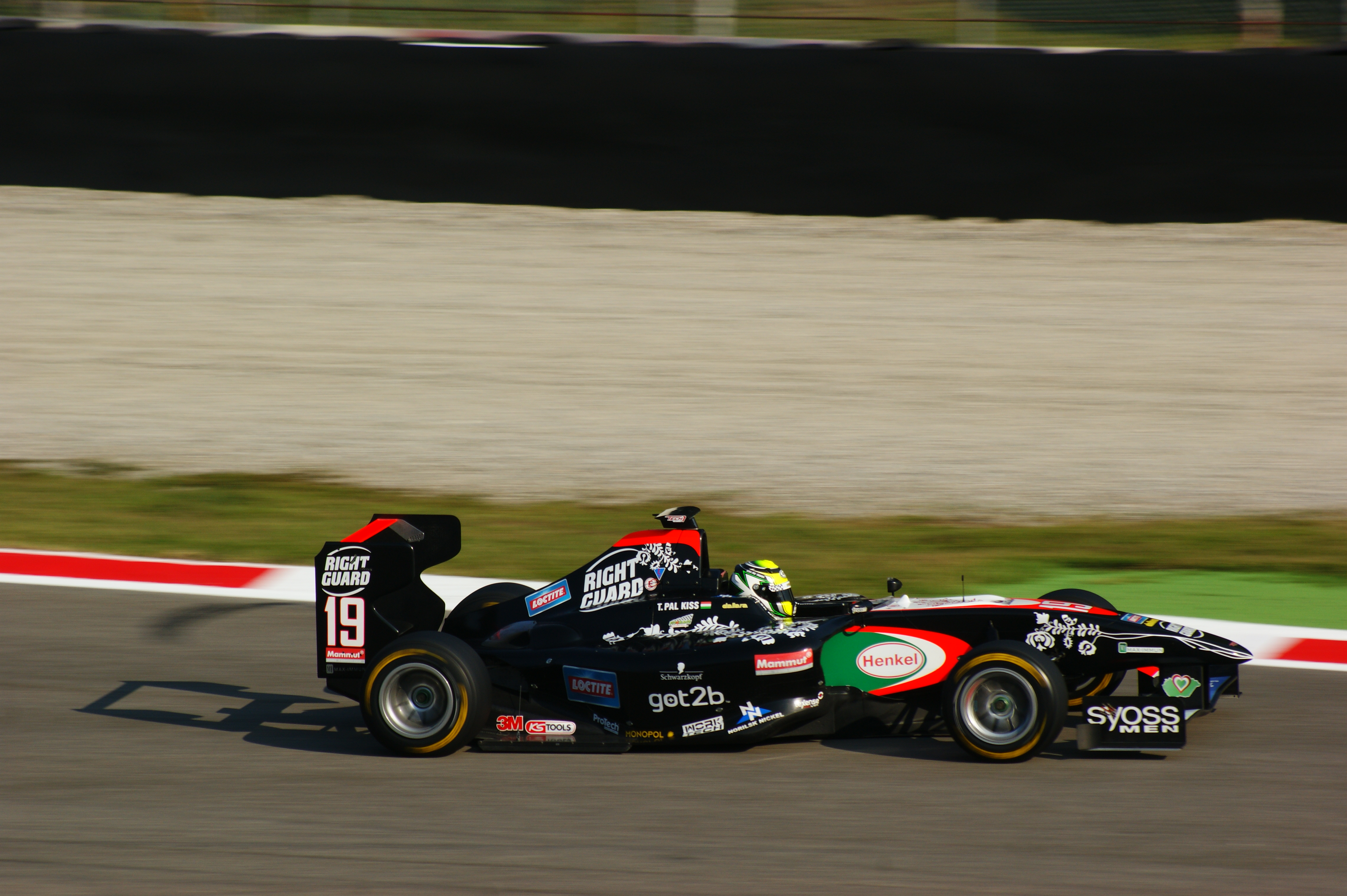
タマス・パル・キス（英語版）が駆るGP3/10（2011年モンツァにて）